# Hjo (đô thị)
Đô thị Hjo (Hjo kommun) là một đô thị ở hạt Västra Götaland ở phía tây Thụy Điển. Thủ phủ là thành phố Hjo.
Đô thị này được lập năm 1971, khi thành phố Hjo được hợp nhất với một phần của đô thị nông nghiệp Värsås. Năm 1974, một số khu vực của Fröjered và Fågelås được bổ sung vào.

## Địa lý
Đô thị này nằm ở bên bờ tây của hồ Vättern. Sông Hjo chảy qua đô thị này.

## Lịch Sử
Hjo được biết đến với lịch sử hơn 600 năm, bắt đầu từ năm 1413. Mặc dù dân số của Hjo không lớn, nhưng vì lý do lịch sử, thị trấn này thường được xem như một thành phố.
Mặc dù nhiều thị trấn khai thác gỗ khác đã bị hỏa hoạn, nhưng Hjo ít bị ảnh hưởng, chỉ trừ trường hợp nhà thờ và một số ngôi nhà gần đó bị cháy vào năm 1794. Do đó, cấu trúc của thành phố vẫn giữ nguyên nét cổ kính từ thời trung cổ.